# 제2차 피니스테레곶 해전
제2차 피니스테레곶 해전은 1747년 10월 25일 오스트리아 왕위 계승 전쟁의 일부로써 스페인 북서부 피니스테레곶 근처 비스케이만(Bay of Biscay)에서 영국과 프랑스 사이에서 벌어진 해상 전투이다. 그해 5월 14일 이미 영국 함대와 프랑스 수송선단 간 같은 해역에서 벌어진 해전(제1차 피니스테레곶 해전)이 있기 때문에 제2차라고 부른다.
영국 함대는 에드워드 호크 경 제독 휘하의 준비가 완료된 14척의 전열함이 있었고, 프랑스측은 데셀비에 드 레탕뒤에르(Desherbiers de l'Etenduère) 제독 지휘하의 8척의 전열함이 호위하는 수송선단이 있었다. 전투는 선단을 기다리며 대기하던 영국 함대의 결정적 승리로 끝났고, 이후 전쟁이 종료될 때까지 프랑스 해군은 활동이 거의 없었다.
프랑스 함대는 매우 용감하게 싸웠다. 그러나 이 배의 뛰어난 품질은 영국함의 수적 우세를 이기지 못했다. 영국함대는 서서히 프랑스 함대를 압박하고 그들을 나포했다. 보드레이 백작(Comte de Vaudreuil)이 지휘하는 앵트레피드(Intrépide)는 프랑스 전열의 선두에 있다가 제독을 구하기 위해 되돌아와 2척 모두 탈출에 성공했다. 다른 함은 거의 영국에게 나포되었다.
군함끼리의 전투가 벌어지는 동안 프랑스 선단은, 레탕뒤에르가 가슴아프게도 할양한 26문의 함 카스토르(Castor)와 64문 함 콩탕(Content)의 호위를 받으며 서인도 제도로 향하는 항로를 계속 나아갔다. 그러나 결국 그들 대부분은 그 해역에서 진로를 저지당하고 사로잡혔다.
이 재난으로 인해, 프랑스 정부는 해상에서 무력하다는 것을 확신했다. 그리고 그 이후, 영국의 봉쇄를 뚫으려는 수송선단의 행동은 거의 없었다.

## 참전 함선

### 영국(에드워드 호크)
| 함선명                           | 대포  | 비고      |
| -------------------------------- | ----- | --------- |
| 데번셔(Devonshire)               | 64/66 | 기함      |
| 켄트(Kent)                       | 74    |           |
| 에든버러(Edinburgh)              | 70    |           |
| 몬머스(Monmouth)                 | 64    |           |
| 야머스(Yarmouth)                 | 64    |           |
| 프린세스 루이자(Princess Louisa) | 60    |           |
| 윈저(Windsor)                    | 60    |           |
| 라이온(Lion)                     | 60    |           |
| 틸버리(Tilbury)                  | 60    |           |
| 노팅엄(Nottingham)               | 60    |           |
| 디파이언스(Defiance)             | 60    |           |
| 이글(Eagle)                      | 60    |           |
| 글로스터(Gloucester)             | 50    |           |
| 포틀랜드(Portland)               | 50    |           |
| 프리깃함 수척                    |       |           |
| 위즐(Weazel)                     |       | 슬루프함? |

### 프랑스(레탕뒤에르)
| 함선명                | 대포  | 비고 |
| --------------------- | ----- | ---- |
| 앵트레피드(Intrépide) | 74    |      |
| 트리당(Trident)       | 64    | 나포 |
| 테리블(Terrible)      | 74    | 나포 |
| 토낭(Tonnant)         | 80    | 기함 |
| 모나르크(Monarque)    | 74    | 나포 |
| 세베른(Severn)        | 50/56 | 나포 |
| 푸규(Fougueux)        | 64    | 나포 |
| 넵튠(Neptune)         | 70/74 | 나포 |
| 카스토르(Castor)      | 26    |      |
| 콩탕(Content)         | 64    |      |
| 수송선단 252척        |       |      |

## 서적 목록
- A History of the French Navy (1973)